# Eduard Kyrle
Eduard Kyrle (22. dubna 1854 Schärding – 29. ledna 1922 Schärding) byl rakouský politik německé národnosti, v 2. polovině 19. století poslanec Říšské rady z Horních Rakous.

## Biografie
Profesí byl lékárníkem v Schärdingu.
Vystudoval gymnázium v Kremsmünsteru a studoval farmacii ve Štýrském Hradci. V roce 1905 založil v Schärdingu muzeum (Muzejní spolek). Byl i politicky aktivní. Od roku 1882 byl členem obecní rady v Schärdingu. V roce 1884 usedl na Hornorakouský zemský sněm. Zemským poslancem byl do roku 1889.
Působil i jako poslanec Říšské rady (celostátního parlamentu Předlitavska), kam usedl v doplňovacích volbách roku 1889 za kurii městskou v Horních Rakousích, obvod Ried, Braunau atd. Nastoupil 3. prosince 1889 místo Heinricha Klinkosche. Mandát obhájil ve volbách roku 1891. Ve volebním období 1885–1891 se uvádí jako Eduard Kyrle, lékárník, bytem Schärding.
Na Říšské radě patřil od svého vstupu do parlamentu roku 1889 a znovu i po volbách roku 1891 do poslaneckého klubu Sjednocené německé levice, do kterého se spojilo několik ústavověrných proudů.
Jeho synem byl prehistorik a speleolog Georg Kyrle (1887–1937).